# Bruges (Gironda)
Bruges é uma comuna francesa na região administrativa da Nova Aquitânia, no departamento de Gironda. Estende-se por uma área de 14,22 km². Em 2010 a comuna tinha 18 490 habitantes (densidade: 1 300,3 hab./km²).